# Elena Espinosa
Elena Espinosa Mangana (Orense, 21 de marzo de 1960) es una política y economista española.

## Biografía
Es licenciada en Ciencias Económicas y Empresariales por la Universidad de Santiago de Compostela. En 1985 se afilió al PSdeG-PSOE, haciéndose responsable, desde 1985 a 1988, de la Zona de Urgente Reindustrialización de Vigo. Entre 1988 y 1996 ocupó el cargo de presidenta de la Autoridad Portuaria de Vigo.
Tras la derrota del PSOE en las elecciones generales de 1996, trabajó dos años en el Instituto Gallego de Medicina Técnica y se incorporó a la empresa Rodman Polyships como Directora Financiera Administrativa. Desde mayo de 2002 hasta junio de 2004, fue adjunta a Presidencia del Grupo Rodman.
El 14 de marzo de 2004 se celebraron nuevas elecciones generales que dieron la victoria al PSOE. En junio de 2004 obtuvo el nombramiento de ministra de Agricultura, Pesca y Alimentación. Su gestión al frente del Ministerio hizo que el 14 de abril de 2008, tras las elecciones generales del 9-M y la investidura por segunda vez del candidato del PSOE José Luis Rodríguez Zapatero a presidente del Gobierno de España, fuese nombrada ministra de Medio Ambiente, Medio Rural y Marino. El cambio de nombre del Ministerio corresponde a la fusión de las carteras de Medio Ambiente y Agricultura, así como de sus competencias en relación con la VIII Legislatura de España.
Ocupó el cargo hasta el 20 de octubre de 2010, en que fue sustituida por Rosa Aguilar. Según Ecologistas en Acción, dio «un giro antiecológico» a este ministerio, paralizando de facto la aprobación o aplicación de importantes aunque insuficientes medidas para la protección medioambiental, desmontando equipos técnicos y despreciando a la totalidad del movimiento ecologista.
En palabras de Jaime Izquierdo (en aquel entonces asesor de la ministra), durante aquellos dos años de mandato de Espinosa, el Ministerio de Medio Ambiente retoma la idea de los gobiernos de Felipe González de vincular en un mismo departamento la competencia ambiental con otra área de naturaleza productiva. Se dieron pasos para orientarse en esa dirección hasta tal punto que la política ambiental del Gobierno rebasa las competencias mismas del Ministerio para «trascender» a otros departamentos.
El 4 de marzo de 2012 presenta su candidatura a la Secretaría general del Partido dos Socialistas de Galicia (PSdeG- PSOE) en el XII Congreso que se celebra entre el 9 y el 11 de marzo pero no consigue superar a su rival Pachi Vázquez. Poco después, abandonó la política y se incorporó a su antigua empresa como adjunta a la Presidencia del Grupo Rodman.

## Controversia
Mientras era ministra, trabajaba para Rodman International, desoyendo sus incompatibilidades. 
Esa empresa recibió contratos multimillonarios de Rodríguez Zapatero aumentando el escándalo.